# Ледігос
Ледігос (ісп. Ledigos) — муніципалітет в Іспанії, у складі автономної спільноти Кастилія-і-Леон, у провінції Паленсія. Населення — 76 осіб (2010).
Муніципалітет розташований на відстані близько 240 км на північний захід від Мадрида, 45 км на північний захід від Паленсії.

## Демографія
Динаміка населення (INE ):